# Friedrich Sigismund Leuckart
Friedrich Sigismund Leuckart, född 26 augusti 1794 i Helmstedt, död 25 augusti 1843 i Freiburg im Breisgau, var en tysk zoolog. Han var farbror till Rudolf Leuckart.
Leuckart, som var professor i zoologi vid universitetet i Freiburg im Breisgau, gjorde sig känd företrädesvis genom sina undersökningar om inälvsmaskarna, Versuch einer naturgemässen Einteilung der Helminthen (1827) och Zoologische Bruchstücke (1820–42).